# Be Quick 1887
Il Be Quick 1887 è una società calcistica olandese con sede nella città di Groninga, che milita nella domenica Hoofdklasse C.
In passato ha vinto un campionato olandese, precisamente nel 1919-1920.

## Palmarès

### Competizioni nazionali
- Campionato olandese: 1

1919-1920
- Tweede Divisie: 1

1959-1960
- Eerste Klasse: 2

1991-1992, 1999-2000

### Competizioni regionali
- Northern football competition: 18

1895-1896, 1896-1897, 1905-1906, 1914-1915, 1915-1916, 1916-1917, 1917-1918, 1918-1919, 1919-1920, 1920-1921, 1921-1922, 1922-1923, 1923-1924, 1925-1926, 1935-1936, 1936-1937, 1937-1938, 1940-1941